# Guerras pírricas
Las guerras pírricas (280 a. C.-275 a. C.) fueron una serie de batallas y alianzas políticas cambiantes que enfrentaron a los griegos (específicamente Epiro, Macedonia y las ciudades-estados de la Magna Grecia), los romanos, los pueblos itálicos (primordialmente los samnitas y los etruscos) y los cartagineses.
Las guerras pírricas comenzaron inicialmente como un conflicto de poca importancia entre Roma y la ciudad de Tarento por la violación de un tratado marítimo cometida por los romanos. Tarento, sin embargo, había prestado ayuda al gobernante griego Pirro, rey de Epiro, en su conflicto con la isla de Corfú, y había solicitado ayuda militar de Epiro. Pirro hizo honor a su obligación con Tarento, por lo que se unió a la serie de conflictos que envolvían a esta ciudad, Turios (así como otras ciudades de la Magna Grecia), los romanos, los samnitas y los etruscos. Para complicar el análisis histórico del conflicto, Pirro también se involucró en los conflictos políticos internos de Sicilia, así como en la lucha que mantenía esta isla contra el dominio cartaginés.
La participación de Pirro en los problemas regionales de Sicilia redujo la influencia cartaginesa allí drásticamente. En Italia, sus intervenciones parecen haber sido muy ineficientes, aunque tuvieron implicaciones a largo plazo. Las guerras pírricas demostraron a la vez que los estados de la Grecia continental se habían vuelto incapaces de defender las colonias de la Magna Grecia y que las legiones romanas eran capaces de competir con los ejércitos de los reinos helenísticos: los poderes mediterráneos dominantes de la época. Esto abrió el camino para el dominio romano sobre las ciudades-estados de la Magna Grecia y adelantó la consolidación del poder de Roma en toda Italia. La buena trayectoria romana en conflictos militares internacionales ayudaría también en su decisión de rivalidad con Cartago, lo que terminó en las guerras púnicas.
Lingüísticamente, las guerras pírricas son el origen de la expresión victoria pírrica, un término para una victoria ganada con tal esfuerzo y sacrificio que no compensa la ventaja obtenida.

## Escenario

Pueblos en la península itálica durante el

En los tiempos de las guerras pírricas, la península itálica había sido objeto de una consolidación gradual de la hegemonía de Roma durante siglos. La guerra latina (340-338 a. C.) había dejado el Lacio bajo dominio romano, y la resistencia de los samnitas contra el control romano estaba llegando a su fin, con unos pocos conflictos remanentes de las guerras samnitas (343-290 a. C.)
Al norte del Lacio controlado por Roma estaban las ciudades etruscas, y al sur del Samnio controlado por Roma, se encontraban las ciudades-estados de la Magna Grecia: ciudades políticamente independientes de Sicilia y del sur de Italia colonizadas por los griegos en los siglos VII y VIII a. C. (también la fuente de la helenización la cultura romana)
En la isla de Sicilia, los conflictos entre las ciudades de la Magna Grecia y las colonias cartaginesas, que habían sido ocupadas en los siglos VII y VIII a. C., eran hechos corrientes.
El complejo mosaico de distintas culturas italianas y sicilianas había desembocado en una red de conflictos y cambios territoriales, en la que Roma era un participante más: nunca había intervenido en los grandes asuntos internacionales en el Mediterráneo, ni había enfrentado su fuerza militar contra ninguna de las culturas griegas dominantes. Las guerras pírricas cambiarían ambos hechos.

## Turios pide ayuda
En 282 a. C., la ciudad de Turios pidió ayuda militar a Roma para terminar con la amenaza de los lucanos. En respuesta, Roma envió una flota al golfo de Tarento. Este acto fue considerado por los tarentinos como la violación de un antiguo tratado que prohibía la presencia de la flota romana en aguas de Tarento. Enfurecidos por lo que consideraban un acto hostil, Tarento atacó la flota, hundiendo cuatro barcos y capturando uno más. Roma envió una delegación diplomática a pedir compensaciones por lo ocurrido, pero las conversaciones fracasaron, desembocando en una declaración de guerra contra Tarento.
Los tarentinos, conscientes de su inferioridad militar ante el inminente ataque romano, solicitaron la ayuda de Pirro de Epiro, quien deseoso de construir un gran imperio emulando a Alejandro el Grande, consideró la situación como un buen principio para sus planes, y aceptó asistir a los tarentinos.

## Comienza la guerra

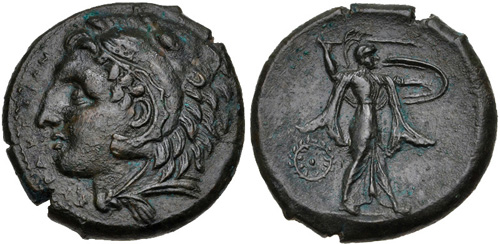
Cabeza de Hércules a la izquierda, con piel de león

En 280 a. C. Pirro desembarcó en Italia con 25 000 soldados y algunos elefantes de guerra. Un ejército romano al mando de Publio Valerio Levino partió hacia Tarento y trabó batalla con los epirotas cerca de la ciudad de Heraclea. Durante el combate, en el que los elefantes tuvieron un papel decisivo para la victoria de las fuerzas de Pirro, resultaron muertos entre 15 000 y 7000 romanos, mientras en el bando griego hubo entre 13 000 y 4000 bajas.
Esta primera batalla demostró la estabilidad de la República romana. Pirro esperaba que las tribus itálicas se unieran a él en su rebelión contra Roma; sin embargo, a pesar de la derrota infligida a estos, sólo unos pocos itálicos se unieron a los griegos.

## Batalla de Ásculo
En 279 a. C. Pirro entabló la segunda mayor batalla de la guerra en Ásculo. Durante dos días el general romano Publio Decio Mus intentó aprovechar el terreno de las colinas de Apulia para reducir la efectividad de la caballería y los elefantes griegos, pero no consiguió detenerlos, dejando sobre el campo 6000 soldados, por 3500 bajas del ejército de Pirro.
Las victorias de este a costa de tan elevado número de sus propias fuerzas le llevó a decir «otra victoria como esta y estará todo perdido», según relata Plutarco. De ahí la expresión «victoria pírrica».

## Alianza de Roma con Cartago
Pirro volvió a ofrecer negociaciones de paz a Roma, a través de su embajador Cíneas, pero el Senado romano exhortado por Apio Claudio el Censor rehusó toda negociación mientras Pirro siguiera en suelo italiano.
Roma formó entonces una alianza con Cartago  (doce años después los intereses de ambas en el Mediterráneo llevarían a romper esa alianza y comenzar la guerra). El cuarto tratado con Cartago pretendía limitar el avance de Pirro en el oeste.

## Campaña en Sicilia
Los líderes de Siracusa en Sicilia, Tenón y Sosístrato solicitaron ayuda a Pirro contra los cartagineses, que asediaban la ciudad. Así, Pirro se embarcó con su ejército hacia Sicilia y fue bien acogido en las ciudades de Tauromenio y Catana, que le proporcionaron más tropas. Los cartagineses no quisieron entrar directamente en batalla contra él y pudo entrar en Siracusa sin sufrir daños. Posteriormente se unieron a las fuerzas de Pirro más ciudades de Sicilia y atacó las posesiones de los cartagineses en la parte occidental de la isla. Se apoderó de todas ellas excepto de Lilibea. Los cartagineses trataron de firmar un acuerdo pacífico con Pirro pero este se negó. Entonces sometió a un asedio a Lilibea que duró dos meses pero no pudo tomarla debido a que contaba con fuertes defensas y la flota cartaginesa aseguraba su abastecimiento tanto de tropas como de víveres.
Por otra parte, los mamertinos, que estaban aliados con los cartagineses, tenían sometidos a muchos griegos de Sicilia. Pirro también los combatió y asoló algunas de sus fortificaciones.
Sin embargo, los planes de Pirro de llevar la guerra a África para someter definitivamente a Cartago no pudieron llevarse a cabo. Cuando empezó a actuar de modo despótico, con abusos y castigos, en las ciudades que estaban bajo sus dominios, perdió su popularidad en Sicilia y muchas ciudades que anteriormente eran sus aliadas en ese momeneto se rebelaron contra él, incluso solicitando la ayuda de cartagineses y mamertinos. Ante esa situación, llegó desde Italia una petición de socorro a Pirro de parte de sus aliados samnitas y tarentinos, que estaban siendo atacados por los romanos. Esta petición sirvió a Pirro como pretexto para abandonar Sicilia y volver a Italia. En la travesía entre Sicilia e Italia sufrió ataques de cartagineses y mamertinos, que mermaron en gran medida sus tropas.

## Batalla de Benevento
En 275 a. C. Pirro volvió a Italia. Enfrentó a los romanos en la ciudad de Malevento, en el sur de Italia, donde fue derrotado. Después del combate, los romanos renombraron la ciudad Beneventum, en recuerdo de su victoria. Pirro se retiró a Tarento y pronto volvería a la península griega para siempre: había perdido las dos terceras partes de su ejército y tenía poco que mostrar a cambio.

## Secuelas
La victoria sobre el ejército de Pirro, el mayor y más capaz ejército griego de la época, comparable al de Alejandro Magno, supuso para Roma la eliminación de su principal amenaza; a partir de este momento Roma sería reconocida como una de las principales potencias en el Mediterráneo. Muestra de ello fue la apertura de una embajada permanente en Roma por parte del faraón ptolemaico de Egipto en 273 a. C.
Para asegurar la dominación romana en el territorio, Roma fundó nuevas colonias en el sur. En el norte, la última ciudad etrusca independiente, Volsinii, fue destruida en 264 a. C. El poder de Roma se extendía ahora por toda la península itálica desde el estrecho de Mesina hasta la frontera con los galos en los Apeninos, a lo largo del río Arno y el Rubicón.

## Cronología del conflicto
Año 281 a. C.:
- La ciudad de Tarento ayuda a Pirro a reconquistar Corfú.
- El cónsul romano Publius Cornelius Dolabella organiza una expedición de diez naves para explorar la costa sur de Italia.
- Filocaris de Tarento considera la expedición de Cornelius la violación de un antiguo tratado naval, ataca las naves romanas, hunde cuatro de ellas y captura otra.
- Tarento ataca la guarnición romana de Turios y saquea la ciudad.
- Roma despacha una embajada a Tarento, que resulta rechazada e insultada.
- El Senado romano declara la guerra a Tarento.
- El cónsul Lucio Emilio Bárbula termina la lucha con los samnitas y marcha contra Tarento.
- Los tarentinos piden ayuda militar a Pirro; este la concede animado por las profecías de Delfos.
- Pirro consigue ayuda de Ptolomeo Ceraunos de Macedonia para su expedición a Italia.

Año 280 a. C.
- Pirro envía a Cíneas a Tarento.
- Pirro se embarca hacia Italia con su ejército incluyendo los elefantes de guerra.
- Los samnitas se unen a Pirro.
- Pirro ofrece negociaciones a los romanos.
- Una guarnición romana toma Regio.
- Pirro derrota a los romanos en la Batalla de Heraclea.
- Locri y otras ciudades se unen a Pirro.
- Las legiones a cargo de Levino marchan contra Pirro, reforzadas por las de Tiberio Coruncanio desde Etruria.
- Pirro avanza hacia Roma, hasta Anagnia en el Lacio.
- Pirro se retira a Campania.
- Cíneas viaja a Roma como embajador de los epirotas a ofrecer la paz al senado.
- El Senado rechaza la oferta tras el discurso de Claudio el Ciego.
- Cayo Fabricio Luscino, embajador de Roma, negocia la liberación de los prisioneros romanos de guerra. Pirro libera a éstos sin rescate.

Año 279 a. C.
- Pirro invade Apulia, y es enfrentado por el ejército romano.
- Pirro derrota a los romanos en la batalla de Ásculo, a costa de grandes pérdidas.
- Magón el cartaginés ofrece su apoyo a los romanos; se firma un tratado entre Roma y Cartago.
- Magón visita el campamento de Pirro en su regreso de Roma.
- Fabricio descubre una trama para envenenarle por parte de Nicias, médico de Pirro.
- La guarnición romana de Regio asedia la ciudad.
- Los sicilianos solicitan ayuda a Pirro contra los cartagineses. Pirro la otorga.
- Los mamertinos se alían con los cartagineses e intentan detener el avance epirota hacia Sicilia.
- Cíneas viaja de nuevo a Roma, y de nuevo es rechazada su oferta de paz.

Años 278-275 a. C.
- Pirro deja Italia y pasa a Sicilia.
- Pirro consigue la paz entre Tenón y sus oponentes en Siracusa.
- Embajadas de varias ciudades sicilianas ofrecen su apoyo a Pirro.
- Pirro es proclamado rey de Sicilia.
- Pirro toma Acragas y otras treinta ciudades pertenecientes a Sosístrato.
- Pirro ataca a los cartagineses en Sicilia.
- Pirro captura Érice.
- El resto de los cartagineses va contra Pirro.
- Pirro derrota a los mamertinos.
- Negociaciones entre Pirro y Cartago.
- Pirro se prepara para atacar Lilibeo.
- Pirro abandona el asedio de Lilibea.
- Pirro ejecuta a Tenón de Siracusa por sospechas de traición; su conducta despótica le hace impopular ante los sicilianos.
- Los italianos reclaman la presencia de Pirro.
- Pirro deja Sicilia y regresa a Italia; en el camino es atacado y derrotado por la flota cartaginesa.
- Manio Curio Dentato organiza un ejército para enfrentar a Pirro.
- Pirro saquea Locri, junto con el templo de Perséfone.
- Saliendo de Locri una tormenta destruye la flota de Pirro.
- Pirro solicita ayuda a Antígono de Macedonia para seguir viaje hacia Italia.
- Hierón II, entonces general de Siracusa, pacta una alianza con Pirro.
- Pirro intenta reclutamientos en Samnio.
- Los romanos derrotan a Pirro en la batalla de Benevento.
- Pirro castiga a algunos tarentinos por su traición.
- Pirro abandona Italia; las guerras entre Roma y Pirro terminan.